# Ortografia da língua espanhola

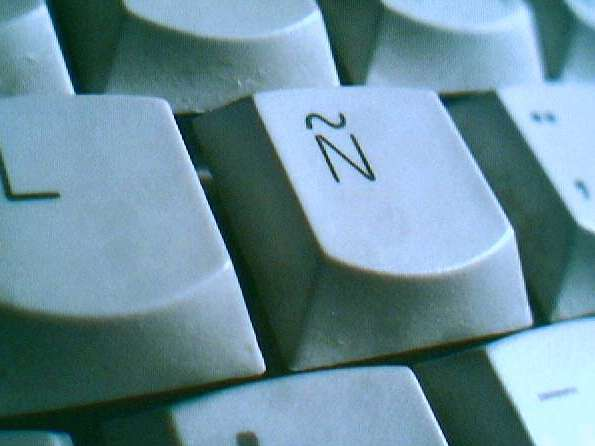
Teclado em espanhol. Em destaque a tecla Ñ.

A ortografia do espanhol utiliza uma variante modificada do alfabeto latino que consta de 27 símbolos: A, B, C, D, E, F, G, H, I, J, K, L, M, N, Ñ, O, P, Q, R, S, T, U, V, W, X, Y e Z. Os dígrafos CH e LL têm valores fonéticos específicos e durante os séculos XIX e XX, nos dicionários, eram ordenados separadamente das letras C e L, prática abandonada em 1994 para homogeneizar o sistema com outras línguas. As vogais (A, E, I, O e U) podem levar acento agudo para indicar a sílaba tónica e trema, apenas sobre o U.
Desenvolvida a partir do reinado de Afonso X de Leão e Castela, a ortografia estandardizou-se sob a orientação da Real Academia Espanhola e sofreu escassas modificações desde a publicação da Ortografía de la lengua castellana de 1854. As sucessivas modificações foram aplicando critérios umas vezes fonéticos e outras etimológicos, dando lugar a um sistema híbrido e fortemente convencional.
Embora seja real a correspondência entre grafia e oralidade — ou seja, um falante competente é capaz de determinar inequivocamente a pronúncia correcta de praticamente qualquer texto em espanhol —, o inverso não acontece, existindo numerosas letras que representam graficamente fonemas idênticos. Os vários projectos de reforma da ortografia em busca de uma correspondência biunívoca, os primeiros dos quais datam do século XVII, acabaram invariavelmente por fracassar. A divergência da fonética da língua entre os seus diversos dialectos torna hoje impossível a elaboração de uma grafia puramente fonética que reflicta adequadamente a variedade da língua. A maioria das propostas actuais limita-se à simplificação dos símbolos homófonos que se conservam por razões etimológicas.

## História

### Período afonsino
Durante os primeiros séculos do desenvolvimento do espanhol, a raridade da língua escrita e o seu aspecto ainda impreciso dispensaram uma codificação da sua grafia. A primeira tentativa para dotar o espanhol de um código gráfico sistemático data do reinado de Afonso X de Leão e Castela que procurou ajustar as diversas soluções adoptadas pelos seus predecessores a um critério fundamentalmente fonético.
Afonso X reuniu na sua corte um grande número de estudiosos que se dedicaram a elaborar uma compilação enciclopédica do saber da época, continuando e ampliando a obra da escola de tradutores de Toledo. O romance foi utilizado como língua intermédia nas traduções do árabe ou do grego ao latim. A profusão de cópias realizadas no scriptorium real e o impacto das traduções sobre o corpus da língua romance difundiu e deu força às convenções fixadas pelo rei.
Muitas das características da escrita afonsina, que agora nos parecem irregularidades ou imprecisões, devem-se, na verdade, à notável diferença do sistema fonético da época em relação ao actual. Invenção de Afonso X foi a duplicação do N para indicar a palatalização, que os copistas transformariam na abreviatura que daria o Ñ típico da língua espanhola. Outras características da grafia afonsina são a variação na grafia das vogais átonas, provavelmente reflectindo um valor fonético ainda irregular, a inconsistência na supressão do E final, provavelmente já mudo, procedente do sufixo -IS latino e a ausência de acentos, tanto com valor diacrítico como fonético.

### Dos copistas afonsinos às vésperas da Academia
O aparecimento da imprensa e o consequente incremento do ritmo e volume de publicação de novas obras escritas, acabou por condenar o sistema afonsino, mero conjunto de convenções gerais não codificadas numa obra sistemática. Os constantes acrescentos lexicais, alguns pela adopção de termos das línguas vizinhas e muitos outros resultado da enchente de cultismos introduzidos por tradutores, escritores e juristas, que cada vez com mais frequência empregam a língua vernácula nos seus escritos, suscitaram questões de ortografia que respondiam muitas vezes a critérios etimológicos e históricos, mais do que à correspondência estreita entre fonema e grafema, proposta pela obra afonsina.
Por outro lado, as modificações na fonética da língua castelhana tinham afectado esta correspondência, pelo que boa parte das regras afonsinas resultavam já arbitrárias para os leitores da época seguinte. Tudo isto, somado ao purismo e ao gosto tradicionalista dos autores do Século de Ouro, levantou uma longa controvérsia, que duraria séculos, acerca de quais deveriam ser os princípios a reger os critérios ortográficos.
Antonio de Nebrija, autor da primeira Gramática da língua castelhana, seria também o primeiro a publicar umas Reglas de orthographia. Estas codificavam, pela primeira vez, a pronúncia como critério ordenador da escrita, apesar de também recorrer a princípios etimológicos para solucionar os casos mais difíceis. A ideia de Nebrija de que a língua era instrumento do Império estendia-se também à oralidade e buscava unificar a pronúncia em todo o território da coroa de Castela, de acordo com a prestigiosa forma de Valladolid, abandonando definitivamente o romance de Burgos que tinha estado na origem dos primeiros escritos pré-afonsinos.
Em 1531 Alejo de Venegas publicou o Tractado de othographia y accentos que contém diferenças significativas em relação à obra de Nebrija, sustentando, por exemplo, a oposição fonética entre B e V e a existência da vogal fechada anterior arredondada /y/, o velho ípsilon grego. Em 1609 imprimiu-se no México a Ortographia castellana obra do escritor espanhol Mateo Alemán, ainda mais radical que os anteriores em relação à necessidade de prescindir dos símbolos convencionais e fixar a ortografia com base na fonética: eliminava, por exemplo, o Ph que Nebrija ainda tinha mantido e propunha grafias diferentes para /r/ e /ɾ/. Igualmente "atrevido" era a Arte de la lengua española castellana de Bartolomé Jiménez Patón, surgido em 1614.
No entanto, o ponto culminante do movimento fonetista foi dado pelo aparecimento, em 1627, da Arte de la lengua española kastellana de Gonzalo Correas que teria uma versão ampliada e corrigida em 1630, sob o título de Ortografía kastellana nueva i perfeta. Como evidencia a própria grafia escolhida para o título do livro, o movimento pela transcrição exacta da fonética desfez-se de qualquer prurido histórico: propôs distinguir por completo /r/ e /ɾ/, como já tinha feito Mateo Alemán, prescindir das confusas C e Q, utilizar Gh para o valor /g/, eliminar os elementos mudos em todos os grupos consonânticos, perseguindo obstinadamente o propósito da equivalência perfeita entre fonemas e grafemas. O rigor da sua doutrina granjeou-lhe o apreço de alguns dos seus sucessores, como Mayans, e dos reformadores americanos, apesar de ter feito da sua obra uma curiosidade para eruditos, pois rompia de maneira radical com os usos da época.

### A fundação da Academia
Após a Guerra da Sucessão Espanhola, a ascensão do francês Filipe de Anjou ao trono, com o nome de Filipe V de Espanha, provocou um afrancesamento marcado das instituições culturais. Entre elas contou-se a Real Academia Espanhola, fundada em 1714 com o objectivo de fixar a pureza da língua, de acordo com o ideal da época.
A concepção da RAE tornou-se evidente no seu Diccionario de Autoridades, publicado ao longo da década de 1720, em que o bem dizer é decalcado da obra de um conjunto criteriosamente seleccionado de autores e eruditos. Sob a influência de Adrián Cónnink, o Diccionario rompeu com a tendência foneticista e recuperou os princípios que a Académie française tinha empregado para fixar a língua francesa: a etimologia e a pronúncia histórica. Desse modo, restaurou a diferença entre B e V, mesmo onde fonologicamente já tinha desaparecido; impôs grafias latinizantes para os vocábulos de origem grega -- Th para os θ etimológicos, Rh para os ρ, Ps para as ψ, Ph para os φ --; recuperou os H mudos e fixou a grafia dos grupos consonânticos atendendo à sua origem.
Para a primeira edição da Orthographia, de 1741, os critérios resultavam já menos claros. Nessa ocasião a Academia optou por conservar o grupo Ph, mas simplificou os restantes helenismos de acordo com as suas formas fonéticas; eliminou também os /s/ iniciais procedentes do latim ou antecedeu-as de um E.
As decisões da Academia provocaram a rejeição generalizada dos estudiosos que as consideraram incoerentes e anacrónicas. Assim, a edição de 1754 avança um pouco, eliminando os P de origem helénica em alguns grupos consonânticos, suprimindo o Ph e introduzindo regras de acentuação. A influência de Correas e de outros autores faz-se sentir neste momento, apesar de alguns elementos etimologizantes -- como a reduplicação dos S -- se conservarem, bem como a extraordinária, na opinião dos contemporâneos, afirmação de que o H representava um som "aspirado" -- presumivelmente /h/ -- e que a pronúncia que não a incluísse deveria considerar-se defeituosa. Pese o apoio real, não faltava quem contestasse estas decisões e poucos reconheciam a pretensão da RAE de servir de árbitro último em questões linguísticas.
Motivada talvez por toda esta oposição, a RAE continuou a sua tendência para simplificar. Em 1763 eliminou o S duplicado e prescreveu o uso dos acentos, incluindo o circunflexo nas sílabas que a Academia defendia serem longas. Em 1803 incluiu no alfabeto os dígrafos Ch e Ll com valor próprio e eliminou o uso etimológico do primeiro, ao mesmo tempo que permitiu a supressão das consonantes líquidas em alguns grupos triplos herdados do latim; o K foi também excluído do alfabeto nesta ocasião. Em 1815 ordenou definitivamente o uso do Q, permitindo-o sozinho antes do E e do I, eliminou o X como fricativo, salvo em posição final, e limitou o uso do Y ao seu valor de consonante, salvo no final das palavras.
No entanto, ao longo da segunda metade do século, grande parte dos objectores acabaram progressivamente por se render às regras académicas em Espanha. A oposição não tardaria a ressurgir mas, desta vez, seria do outro lado do oceano.

### Os reformadores americanos
Tal como outras instituições da coroa espanhola, a Academia não integrava nos seus quadros elementos provenientes da América hispânica, nem tomava em consideração os processos que o castelhano experimentava no contacto com a diversidade linguística das terras conquistadas. Desse modo, os estudiosos americanos da língua tiveram que levar a cabo as suas investigações fora do âmbito da Academia e, quantas vezes, contando mesmo com a sua franca oposição.
Em 1823 viu a luz do dia um trabalho do venezuelano Andrés Bello, intitulado Indicaciones sobre la conveniencia de simplificar la ortografía en América, publicado em Londres. Bello reconhecia o bom trabalho da Academia na simplificação e ordenação da grafia do castelhano, mas considerava que as limitações etimológicas a que ela mesma se submetia provocavam efeitos desastrosos no ensino da língua de ambos os lados do Atlântico.
A tese de Bello apoiava-se em que o emprego da etimologia como critério linguístico era ocioso -- pois em nada se vinculam a leitura, e em geral o uso da língua, com o seu conhecimento histórico -- e, perante os problemas que produzia, contrário ao uso racional. Propunha uma simplificação em duas etapas, para evitar os problemas de choque com que se tinham enfrentado Jiménez Patón e Correas, e uma redistribuição do silabário em atenção à realidade do uso linguístico. Propôs eliminar o ambíguo C, o H mudo, atribuir ao G e ao Y apenas um dos seus valores, escrever sempre RR para representar a consonante vibrante e dedicar grupo de estudiosos a determinar a real diferença entre B e V. Não muito diferente foi a proposta de Domingo F. Sarmiento, apesar de formulada uma vintena de anos mais tarde. Sarmiento preferia abandonar o C em proveito do K e prescindir do V, do X e do Z.
As propostas de Bello e Sarmiento não foram adoptadas na íntegra, mas a 25 de Abril de 1844 algumas delas foram incorporados numa proposta feita pela faculdade de Filosofia da Universidade do Chile ao governo deste país, que acabaria por ser adoptada aí, na Colômbia, Equador, Nicarágua, Venezuela e Argentina. A influência de Bello tinha-se visto já na proposta da Academia Literária e Científica de Professores de Instrução Primária de Madrid que, no ano anterior, havia adoptado muitos dos seus princípios. Em 1844, no entanto, a rainha Isabel II pôs fim a este projecto ao impor por decreto real o acatamento das normas da Academia, através do Prontuario de ortografía de la lengua castellana dispuesto por Real Orden para el uso de las escuelas públicas por la Real Academia Española con arreglo al sistema adoptado en la novena edición de su diccionario. A diferença nos usos ortográficos duraria até 1927, quando o Chile, o último país a sustentar a grafia de Bello, decretou a restituição das normas académicas.

### Actualidade
Como resultado de uma alargada divergência e até oposição à RAE, esta acabou por flexibilizar muitos dos seus critérios. As edições do Diccionario e da Ortografía da década de 1990 reconheceram finalmente que certas pronúncias variam entre a Espanha e a América, admitiram a predominância do ceceio e do yeismo, assim como aceitaram o reconhecimento gráfico das variações na formação dos ditongos. No entanto, outras acções foram em sentido contrário, ao recomendar a escrita do grupo consonântico completo nos cultismos, após séculos de supressão (por exemplo: psicología em vez de sicología). Da mesma altura data a omissão de Ch e Ll da ordenação alfabética.
No Primeiro Congresso Internacional da Língua Espanhola em Zacatecas, México, Gabriel García Márquez reeditou a proposta de Bello, Correa e outros precursores, defendendo a supressão das grafias arbitrárias. A celeuma que provocou a sua apresentação testemunha a fraca adesão à obrigatoriedade das propostas da RAE por parte de muitos intelectuais, apesar da discussão que se seguiu nem sempre ter enveredado pelos caminhos exclusivamente linguísticos.